# Maserati 3200 GT
3200 GT je bio luksuzni sportski coupé kojeg je od 1998. do 2002. godine proizvodila marka Maserati, a većinom se prodavao u Europi.
Najoriginalniji dizajnerski detalj na njemu su bila stražnja svjetla sačinjena od LED dioda postavljenih u obliku bumeranga, a pokretao ga je 3.2-litreni V8 motor koji je uz pomoć dvaju turbo punjača razvijao snagu od 363 KS.
Dizajnom gotovo identičan nasljednik Coupé, kojim se tvrtka vratila na američko tržište, predstavljen je 2002., a na njemu više nije bilo gore navedenih svjetala u obliku bumeranga koja su morala biti zamijenjena jer nisu udovoljavala američkim strožim zakonima o većoj uočljivosti stražnjeg dijela automobila tijekom noćne vožnje.